# 247-я бомбардировочная авиационная дивизия

247-я бомбардировочная авиационная дивизия  (247-я бад) — соединение Военно-Воздушных сил (ВВС) Вооружённых Сил РККА бомбардировочной авиации, принимавшее участие в Советско-японской войне.

## История наименований дивизии
За свою историю дивизия не меняла свое наименование:
- 247-я смешанная авиационная дивизия[1](12.08.1942 г.);
- 247-я бомбардировочная авиационная дивизия.

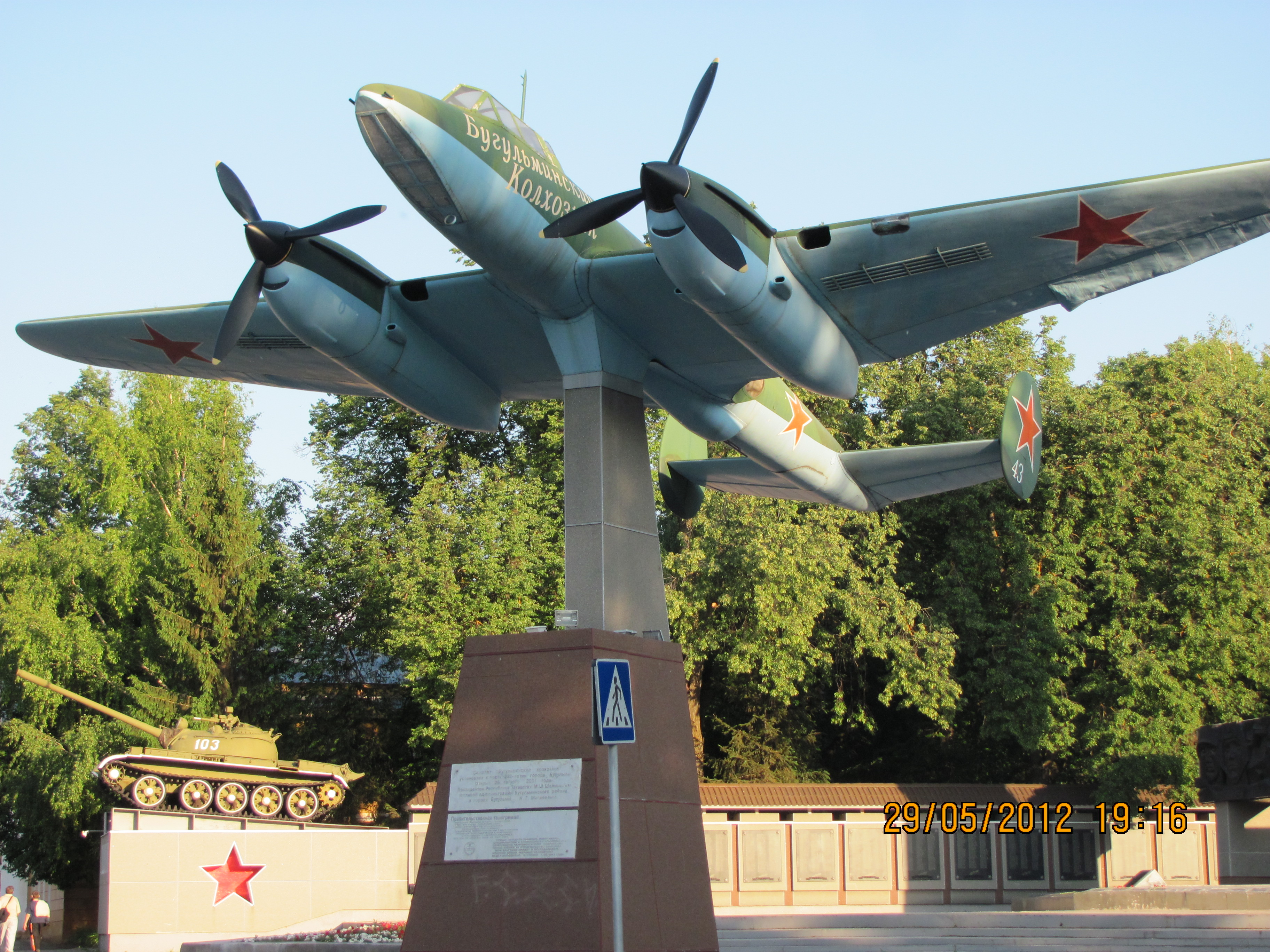
Пикирующий бомбардировщик Пе-2 на постаменте. Это самолёт стоял на вооружении дивизии во время войны с Японией.

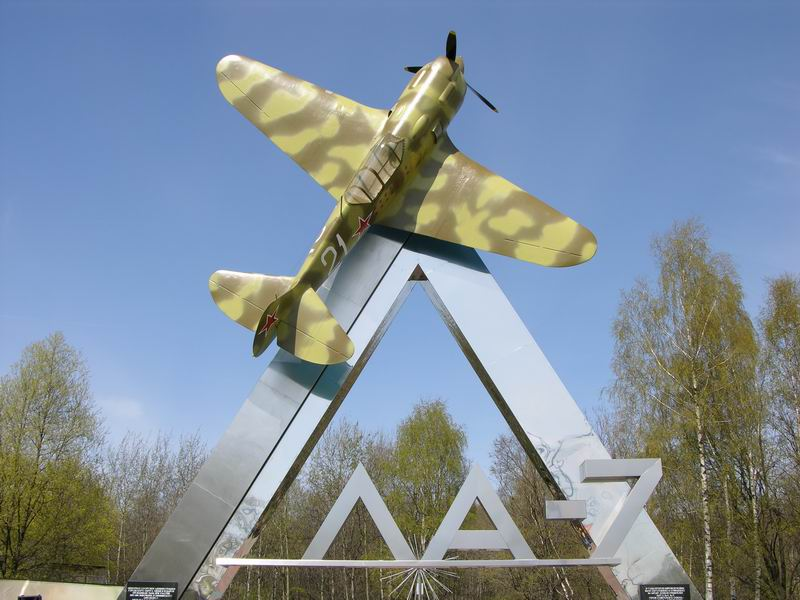
Истребитель Ла-7 на постаменте в городе Химки. Это самолёт стоял на вооружении полка сопровождения дивизии во время войны с Японией.

## История и боевой путь дивизии
Дивизия сформирована как 247-я смешанная авиационная дивизия 12 августа 1942 года на основании Приказа НКО № 00146 от 20 июля 1942 года в составе 12-й воздушной армии Забайкальского фронта. Дивизия входила выполняла задачи по охране дальневосточных рубежей, готовила летные кадры для действующей армии. В состав дивизии входили:
- 445-й бомбардировочный авиационный полк (СБ);
- 64-й штурмовой авиационный полк (И-15бис);
- 56-й ближнебомбардировочный авиационный полк (СБ).

На базе 445-го бомбардировочного и 64-го штурмового авиационного полков на аэродроме в Улан-Удэ сформирован 941-й истребительный авиационный полк на И-15бис. В декабре переформирован и перевооружен на самолёты Як-7б. В яннваре 1945 года полк перевооружен на истребители Як-9М. 16 июня 1945 года передан в состав 316-й штурмовой авиадивизии 12-й воздушной армии Забайкальского фронта. В июле приняла в состав полк сопровождения — 70-й истребительный авиационный Краснознаменный полк на Ла-7.
64-й штурмовой авиационный полк в период с августа 1942 года по август 1943 года базировался под Иркутском, с августа 1943 г. — аэродром Хойт-Ага Агинского района в Бурятии. В августе 1944 года полк направлен на фронт. 445-й бомбардировочный авиационный полк в октябре 1944 года направлен на фронт.
В составе 12-й воздушной армии Забайкальского фронта дивизия участвовала в Хингано-Мукденской наступательной операции, нанося удары по войскам и объектам японских войск в районе городов Чанчунь и Харбин.
Боевой состав дивизии в Советско-японской войне:
- 56-й ближнебомбардировочный авиационный полк (Пе-2);
- 455-й ближнебомбардировочный авиационный полк (Пе-2);
- 541-й ближнебомбардировочный авиационный полк (Пе-2);
- 70-й истребительный авиационный Краснознаменный полк (Ла-7, с 30.07.1945 г.)[3].

Перед началом войны все бомбардировочные полки дивизии были вооружены самолётами Пе-2. В сведениях об боевых действиях имеются данные о боевой работе 70-го истребительного авиационного Краснознаменного полка:
| Выполнено боевых вылетов | Уничтожено при штурмовках паровозов | Уничтожено при штурмовках эшелонов | Свои потери: самолётов |
| ------------------------ | ----------------------------------- | ---------------------------------- | ---------------------- |
| 74                       | 9                                   | 1                                  | 1                      |

Встреч с самолётами противника и воздушных боёв не было.
В составе действующей армии дивизия находилась с 9 августа 1945 года по 3 сентября 1945 года.
После войны дивизия базировалась на Джидинском аэроузле в составе 12-й воздушной армии Забайкальского фронта, с 9 октября 1945 года Забайкальско-Амурского, а с 1 мая 1947 года — Забайкальского военного округов.
С 5 октября 1945 года из состав дивизии выбыл полк сопровождения — 70-й истребительный авиационный Краснознаменный полк в состав 297-й истребительной авиационной дивизии.
По состоянию на декабрь 1948 года дивизия меда в боевом составе 99 самолётов Пе-2 и базировалась двумя полками на аэродроме Джида, а 56-й бомбардировочный авиационный полк — на аэродроме Бада.

## Командир дивизии
- полковник Лебедев Виктор Фёдорович[1], погиб 07.1942, с июля по 7 октября 1942 года.
- подполковник Прокошев Иван Григорьевич[1], врид командира с 8 октября 1942 года по 23 декабря 1942 года.
- полковник Дмитриев Николай Иванович[1], с 24 декабря 1942 года по 17 ноября 1945 года.